# فیلترینگ اینترنت در چین
سانسور اینترنت در چین به دلیل طیف وسیعی از قوانین و مقررات اداری بسیار شدید است. بیش از ۶۰ درصد مقررات اینترنتی توسط دولت چین ایجاد می‌شود که توسط ISP‌ها، شرکت‌ها و سازمان‌های دولتی اجرا می‌شود.
بیش از ۲ میلیون نفر، یعنی نیم میلیون نفر بیش از تعداد اعضای ارتش آزادی‌بخش چین برای کنترل و نظارت بر شبکه‌های اجتماعی با دولت چین همکاری می‌کنند. «فایروال بزرگ چین» که عظیم‌ترین سیستم سانسور آنلاین جهان است، فقط از نرم‌افزارها و سخت‌افزارهای پیچیده و چندلایه تشکیل نشده؛ نیروی انسانی عظیمی هم اهداف حزب کمونیست چین در مواجهه با سرویس‌های آنلاین و شبکه‌های اجتماعی را به پیش می‌برد.
«بیجینگ‌نیوز» از رسانه‌های دولتی چین گزارش داده که مجموع تعداد کسانی که صرفاً برای نظارت بر شبکه‌های اجتماعی، سرویس‌های مایکرو بلاگینگ و پیش‌برد فیلترینگ سازمان‌یافته در این کشور به استخدام دولت درآمده‌اند، از مرز ۲ میلیون نفر هم گذشته‌است؛ این افراد که با عنوان «تحلیلگران عقاید در اینترنت» مشغول فعالیت‌اند، لزوماً در فرایند سانسور آنلاین در چین نقشی مستقیم و فعالانه ندارند؛ آنها تور گسترده خود را در سرتاسر شبکه‌های اجتماعی چینی پهن می‌کنند تا هرآنچه در تضاد با ایدئولوژی رسمی حزب حاکم این کشور است را جمع‌آوری کنند. داده‌های جمع‌آوری شده توسط این افراد سپس دسته‌بندی می‌شود و در اختیار گروه کوچک‌تر دیگری قرار می‌گیرد که دربارهٔ آنها تصمیم‌گیری خواهند کرد. هم داده‌کاوان و هم تصمیم‌سازان، همه در استخدام «دپارتمان پروپاگاندا» در دولت چین‌اند.
تعداد این افراد که پلیس شبکه‌های اجتماعی‌اند، حتی از تعداد افرادی که در ارتش آزادی‌بخش خلق چین حضور دارند هم بیشتر است. چین در مجموع یک و نیم میلیون نیروی مسلح دارد. شمار تحلیلگران عقاید آنلاین، نیم میلیون نفر از این تعداد هم بیشتر است. برآوردها نشان می‌دهد که فقط برای نظارت بر معادل چینی توییتر، موسوم به «سیناویبو» چندین هزار نیروی انسانی به‌صورت شبانه‌روزی مشغول فعالیت‌اند. سیناویبو نزدیک به ۵۰۰ میلیون کاربر فعال دارد و روزانه ۱۰۰ میلیون پیام توسط کاربران در این پلتفرم منتشر می‌شود.

## مقاله‌های مرتبط
- سانسور در جمهوری خلق چین
- دیوار آتش